# Нэйгун
Нэйгун (кит.упр.内功, пиньинь:nèigōng, дословно «внутренняя работа») — искусство совершенствования способностей человека. Использует медитации, физические и дыхательные упражнения. 

## Этимология
«Большой Китайско-Русский Словарь» так объясняет этот термин:
1. кит. спорт. упражнения для укрепления внутренних органов (напр. укрепление дыхания, мышц, диафрагмы) кит. ушу внутренняя работа (напр. раздел практики для выработки внутреннего усилия, работа с Ци)
2. внутренние силы, внутренний потенциал.

«Китайский словарь цигун» поясняет, что под этим термином понимается:
1. традиционные методы и упражнения, позволяющие тренировать внутренние процессы человеческого организма, тем самым увеличивая интенсивность и производительность мышления, дыхания, работы внутренних органов, движения ци по каналам и меридианам, движения крови по сосудам, работы нервной системы и т. д. Например, комплекс упражнений «Три поворота, девять вращений»[3] в танланцюань, или «Восемь фиксированных положений ладоней»[4] в багуачжан являются примером комплексов нэйгун.
2. явление в рамках практики традиционного ушу, в частности выражающееся в проявлении таких специфических качеств у занимающегося во время тренировки, как фансун (放松), цзин (劲), фали (发力) и другие. Например, при выполнении занимающимися формальных комплексов, например, таолу или парных упражнений, например, тайцзи туйшоу[5],

В рамках традиционных боевых искусств Китая является неотъемлемой частью интегральной подготовки занимающегося в сочетании с вайгун, «внешней работой».

## Цигун и Нэйгун
Соотношение цигуна и нэйгуна является дискуссионным, эти термины нередко ошибочно смешиваются.
Из существующих многочисленных письменных источников можно увидеть, что до начала XX века в Китае  широко использовались  разнообразнейшие термины и названия, используемые в зависимости от среды их возникновения.  Например такие как: туна (吐纳), даоинь (导引), синци (行气), ляндань (炼丹, хюаньгун (玄功), нэйгун (内功), сюдао (修道), яншэнгун (养生功), цзингун (静功), дингун (定功), сингун (性功), цзочань (坐禅), нэйянгун (内养功) и др.  
Чтобы как-то структурировать и упорядочить все это многообразие методов и практик в рамках единого понятия, и тем самым уменьшить путаницу в головах занимающихся, в наше время была разработана  следующая классификация:
1. оздоровительные методы,  медицинские[7]  и для самооздоровления;
2. религиозные практики, причем не только наиболее известные даосские[8]  и буддистские[9], но и множество других, так как две вышеупомянутые конфессии — не единственные в Китае  как сейчас, так и в прежние исторические периоды;
3. методы прикладной направленности[10], т.е. методы, которые используются, например, в ушу или  народном цирке.

В 1934 г. была опубликована книга Дун Хао  о методах лечения и профилактики легочного туберкулеза,  где был впервые применен новый термин - цигунотерапия. Затем в 1935 г. издательство «中华书局» выпустило книгу «Секреты шаолиньского кулачного искусства», где также использованы эти два иероглифа. В 1958 г. врач Лю Гуйчжень издал свой «Курс цигунотерапии» где в рамках, принятых в китайских  культуре и традиции, подробно разобрал содержание этого термина. И только тогда термин цигун утвердился в качестве официального.
Известный востоковед, доктор исторических наук Алексей Маслов считает цигун разделом Нэйгун. Причину путаницы он объясняет так: «После начала реформ в КНР в 50-х гг, а затем и в 80-х гг. все, что было связано с «внутренней практикой» рассматривалось либо как «феодальный пережиток» (фэнцзянь мисинь), либо как «антиреволюционная деятельность» (фань гэмин ходун) или просто «заблуждение» — мисинь. То было связано тем, что всё преподавание этих методик заключалось в небольших закрытых школах, неподконтрольных государству. Поэтому во всех печатных изданиях, по радио и телевидению начала проводиться мысль, что нэйгун — это нечто мистическое и отсталое, а цигун — это обновленные и научно-проверенные методики. Именно их можно и нужно преподавать в парках, лечебницах, поликлиниках».